# Clos du Trèfle
Le clos du Trèfle (en néerlandais : Klavergaarde) est un clos bruxelloise de la commune d'Auderghem qui aboutit sur l'avenue du Kouter sur une longueur de 80 mètres.

## Historique et description
L’Atlas des Communications Vicinales de 1843 mentionne le Sentier no 42 du chemin dit Duyvelskeulstraat (rue Valduc) vers Woluwe St. Pierre avec dénomination : Claverweg. Par ailleurs, le sentier champêtre no 40 courant de l'actuelle avenue Henri de Brouckère à la chaussée de Wavre y était décrit sous l'appellation claeverstraetje (petite rue du Trèfle). 
Dès 1917, la rue du Trèfle devint la rue du Cauter, et plus tard avenue du Kouter, tandis que l'impasse situé au lieu-dit clos au trèfle reçut le nom de clos du Trèfle. 
Le sentier no 42 fut supprimé en juillet 1939 à la demande du collège.
- Premier permis de bâtir délivré pour le no 5.